# La Roux (album)
La Roux – debiutancki album brytyjskiego duetu La Roux, wydany w czerwcu 2009 przez wytwórnię Polydor Records. W Stanach Zjednoczonych płyta ukazała się nakładem Cherrytree Records/Interscope Records.
Płyta utrzymana została w elektronicznej stylistyce, nawiązując do syntezatorowego popu z lat 80. i twórczości takich artystów jak Eurythmics czy Depeche Mode. Album promowały cztery single, z czego największym sukcesem okazały się „Bulletproof” (numer 1 w Wielkiej Brytanii) oraz „In for the Kill”. Krążek został nominowany do nagrody Mercury, a w 2011 roku zdobył nagrodę Grammy dla "najlepszego albumu muzyki elektronicznej/tanecznej". Do 2014 roku sprzedał się w nakładzie ponad 2 milionów egzemplarzy na świecie.
Był to jedyny album La Roux nagrany całkowicie jako duet - muzyk Ben Langmaid odszedł z grupy w trakcie nagrywania następnej płyty, którą wokalistka Elly Jackson wydała już samodzielnie.

## Lista utworów
1. „In for the Kill” – 4:08
2. „Tigerlily” – 3:24
3. „Quicksand” – 3:05
4. „Bulletproof” – 3:25
5. „Colourless Colour” – 3:28
6. „I'm Not Your Toy” – 3:18
7. „Cover My Eyes” – 4:32
8. „As If by Magic” – 3:51
9. „Fascination” – 3:41
10. „Reflections Are Protections” – 4:19
11. „Armour Love” – 3:53
12. „Growing Pains” – 3:27 (utwór dodatkowy)
13. „Saviour” – 4:19 (utwór dodatkowy w iTunes Store)

## Pozycje na listach
| Kraj              | Pozycja | Certyfikat      |
| ----------------- | ------- | --------------- |
| Wielka Brytania   | 2       | platynowa płyta |
| Irlandia          | 7       | platynowa płyta |
| Niemcy            | 54      |                 |
| Austria           | 34      |                 |
| Szwajcaria        | 54      |                 |
| Francja           | 115     |                 |
| Belgia            | 34      |                 |
| Holandia          | 55      |                 |
| Norwegia          | 36      |                 |
| Australia         | 22      | złota płyta     |
| Nowa Zelandia     | 26      |                 |
| Stany Zjednoczone | 70      |                 |